# 5 Syberyjski Korpus Armijny
5 Syberyjski Korpus Armijny(ros. 5-й Сибирский армейский корпус) – jeden ze związków operacyjno-taktycznych  Imperium Rosyjskiego w czasie I wojny światowej. Sformowany w 1904 z 54 Rezerwowej Brygady Piechoty w Kazańskim Okręgu Wojskowym na okres wojny rosyjsko-japońskiej 1904-05  Rozformowany po wojnie. Ponownie sformowany przed I wojną światową. Rozformowany w 1918 r.

## Struktura organizacyjna
Organizacja w 1914
- dowództwo i sztab – Chabarowsk
- 6 Syberyjska Dywizja Piechoty
- 10 Syberyjska Dywizja Piechoty
- 5 Syberyjski dywizjon artylerii haubic
- 3 Syberyjski batalion saperów
- 7 Syberyjski batalion saperów

## Podporządkowanie
- 1 Armii (22.10.1914 - 23.01.1915)
- 2 Armii (17.02.1915 - 1.09.1915)
- 4 Armii (18.09.1915 - 1.02.1916)
- 12 Armii (od 3.03.1916)
- 6 Armii (3.04 - 1.05.1916)
- 8 Armii (od 20.06.1916)
- 11 Armii (1.07.1916 - grudzień 1917)

## Dowódcy Korpusu
- gen. lejtnant  L. L. Sidorin (luty - grudzień 1914)
- gen. lejtnant N. M. Woronow (grudzień 1914 - kwiecień 1917)
- gen. lejtnant  A. F. Turbin (od kwietnia 1917)